# Squid (zbraň)

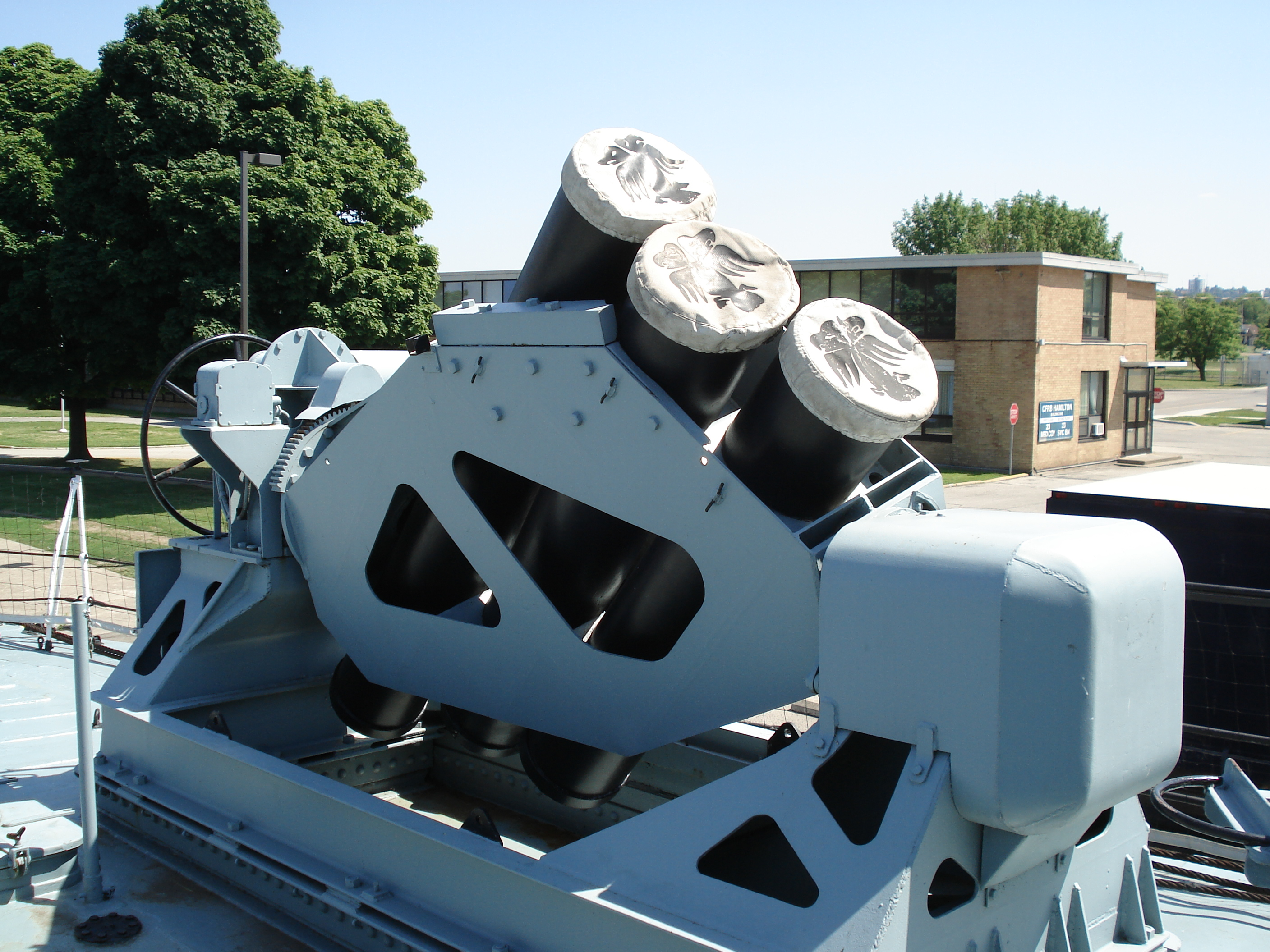
Vrhač Squid pocházející z kanadského torpédoborce HMCS Haida (G63)

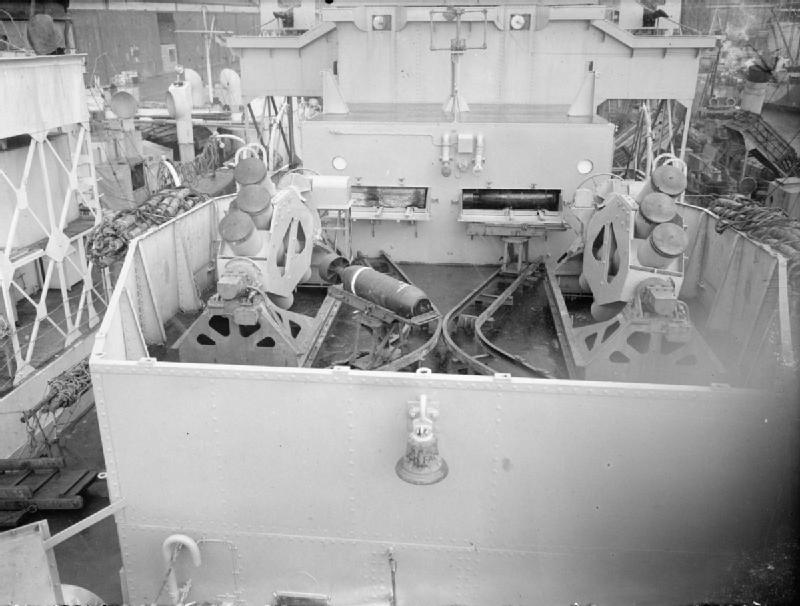
Dvojice vrhačů Squid na palubě britské fregaty třídy Loch

Squid (česky: oliheň) byla protiponorková zbraň vyvinutá britským královským námořnictvem za druhé světové války. Jednalo se o dopředu střílející tříhlavňový vrhač hlubinných pum, který ve výzbroji eskortních lodí doplňoval starší protiponorkové zbraně v podobě vrhačů a skluzavek hlubinných pum. Systém byl do služby zařazen roku 1944 a během nasazení prokázal výrazně větší efektivitu, než dosavadní vrhače či salvový vrhač Hedgehog. Později ho nahradil zdokonalený systém Mk 10 Limbo.
Squid tvořily tři hlavně, z nichž každá vrhala projektil o hmotnosti 160 kg, obsahující 200 liber výbušniny Minol II, na vzdálenost až 700 metrů. Projektily dopadaly podle vzorce trojúhelníku, přičemž plavidla nesoucí dva vrhače Squid vrhala proti ponorce dvě sady projektilů, nastavených na různé hloubky.